# John Toshack
John Benjamin Toshack est un footballeur puis entraîneur gallois né le 22 mars 1949 à Cardiff (pays de Galles).

## Biographie

### Joueur
Toshack commence sa carrière de footballeur au club de sa ville natale (Cardiff City) : il a à peine 16 ans. Il reste quatre ans dans ce club gallois avant que sa carrière ne décolle vraiment. Contacté par le Liverpool FC, il y signe en novembre 1970. Il y reste huit ans et signe la bagatelle de 96 buts sous les couleurs des Reds. 
Il gagne d'ailleurs là-bas la plupart de ses trophées avec notamment trois titres de champion d'Angleterre en 1973, 1976 et 1977 mais aussi la FA Cup en 1974, la Coupe UEFA en 1973 et 1976 et pour finir la Coupe d'Europe des clubs champions (Ligue des champions) en 1977 & 1978. 
Il est également un pilier de l'équipe du pays de Galles qu'il ne quittera pas, que ce soit en jeunes, en -23 ans puis en A. Il est appelé 40 fois en A, pour douze buts sous les couleurs nationales. 
Toutefois, sa carrière est ruinée par des blessures et il est finalement transféré à Swansea City en tant qu'entraîneur-joueur en 1978, où il succède à Harry Griffiths (en).

### Entraîneur
En 1984, Toshack est nommé entraîneur du Sporting Portugal. Cependant, il n'y reste qu'un an. Ses plus grands succès, il les a en tant qu'entraîneur en Espagne notamment lors de ces passages au Real Madrid (deux saisons), à la Real Sociedad (huit saisons), au Deportivo La Corogne (deux saisons) et au Real Murcie (une saison). 
Il est également entraîneur du club turc de Besiktas JK puis du club français de l'ASSE. 
Il est nommé sélectionneur de l'équipe du pays de Galles pour la première fois en 1994, mais est poussé à la démission après une défaite 3-1 contre l'équipe de Norvège, seulement 41 jours après son intronisation. Il revient en novembre 2004. Il quitte ses fonctions en septembre 2010. 
En août 2011, il est nommé sélectionneur de la Macédoine. Il démissionne le 13 août 2012 car il souhaite résider en Espagne ce qui est refusé par la fédération. Son bilan est d'une seule victoire, contre Andorre, en huit matchs.
En 2014, Toshack est nommé entraîneur de l'équipe du Wydad AC au Maroc. Pour sa première saison en Afrique, il parvient à remporter le titre de la Botola Pro1 (18e titre de l'histoire du club).
En 2016, il se fait licencier à la suite d'une large défaite 4-0 en Égypte face au Zamalek SC en demi finale de Ligue des champions de la CAF.

## Carrière

### Joueur
- 1966-1970 :  Cardiff City
- 1970-1978 :  Liverpool FC
- 1978-1984 :  Swansea City
- Pays de Galles : 39 sélections, 13 buts

### Entraîneur
- 1978-1984 :  Swansea City (démission en octobre 1983 mais réembauche en décembre 1983)
- 1984-1985 :  Sporting Portugal
- 1985-1989 :  Real Sociedad
- 1989-1990 :  Real Madrid
- 1991-1994 :  Real Sociedad
- 1994-1995 :  Pays de Galles (un match)
- 1995-1997 :  Deportivo La Corogne
- 1997-1999 :  Beşiktaş
- 1999-1999 :  Real Madrid
- 2000-2000 :  AS Saint-Étienne
- 2001-2002 :  Real Sociedad
- 2002-2003 :  Calcio Catania
- 2004-2004 :  Real Murcie
- 2004-2010 :  Pays de Galles
- 2011-2012 :  Macédoine du Nord
- 2013-2014 :  FK Khazar Lankaran
- 2014-2016 :  Wydad Athletic Club

## Palmarès

### Joueur
- Championnat d'Angleterre (3) : 1973, 1976, 1977
- FA Cup (1) : 1974
- Charity Shield (1) : 1976
- Coupe d'Europe des clubs champions (2) : 1977, 1978
- Coupe UEFA (2) : 1973, 1976
- Coupe du pays de Galles (4) : 1967, 1968, 1969, 1970

### Entraîneur
Avec Real Madrid :
- Championnat d'Espagne (2) : 
  - Champion : 1989, 1990
  - Vice-champion : 1999
- Coupe d'Espagne (1) :
  - Vainqueur : 1989
  - Finaliste : 1990
- Supercoupe d'Espagne (2) :
  - Vainqueur : 1989, 1990

Avec Real Sociedad :
- Coupe d'Espagne (1) :
  - Vainqueur : 1987

Avec Deportivo La Corogne :
- Supercoupe d'Espagne (1) :
  - Vainqueur : 1995

Avec Beşiktaş :
- Coupe de Turquie (1) :
  - Vainqueur : 1998

Avec Swansea City :
- Coupe du pays de Galles (3) :
  - Vainqueur : 1981, 1982, 1983

Avec Wydad Athletic Club :
- Botola (1) :
  - Champion : 2015
  - Vice-champion : 2016